# Стронг (Арканзас)
Стронг (англ. Strong) — город, расположенный в округе Юнион (штат Арканзас, США) с населением в 651 человек по статистическим данным переписи 2000 года.

## География
По данным Бюро переписи населения США город Стронг имеет общую площадь в 2,85 квадратных километров, водных ресурсов в черте населённого пункта не имеется.
Город Стронг расположен на высоте 30 метров над уровнем моря.

## Демография
По данным переписи населения 2000 года в Стронге проживало 651 человек, 171 семья, насчитывалось 256 домашних хозяйств и 285 жилых домов. Средняя плотность населения составляла около 225 человек на один квадратный километр. Расовый состав Стронга по данным переписи распределился следующим образом: 42,24 % белых, 53,61 % — чёрных или афроамериканцев, 0,15 % — коренных американцев, 0,15 % — азиатов, 0,77 % — представителей смешанных рас, 3,07 % — других народностей. Испаноговорящие составили 5,68 % от всех жителей города.
Из 256 домашних хозяйств в 29,3 % — воспитывали детей в возрасте до 18 лет, 37,5 % представляли собой совместно проживающие супружеские пары, в 23,8 % семей женщины проживали без мужей, 33,2 % не имели семей. 30,5 % от общего числа семей на момент переписи жили самостоятельно, при этом 14,1 % составили одинокие пожилые люди в возрасте 65 лет и старше. Средний размер домашнего хозяйства составил 2,54 человек, а средний размер семьи — 3,19 человек.
Население города по возрастному диапазону по данным переписи 2000 года распределилось следующим образом: 29,8 % — жители младше 18 лет, 10 % — между 18 и 24 годами, 22,6 % — от 25 до 44 лет, 20,3 % — от 45 до 64 лет и 17,4 % — в возрасте 65 лет и старше. Средний возраст жителей составил 36 лет. На каждые 100 женщин в Стронге приходилось 77,9 мужчин, при этом на каждые сто женщин 18 лет и старше приходилось 75,1 мужчин также старше 18 лет.
Средний доход на одно домашнее хозяйство в городе составил 21 389 долларов США, а средний доход на одну семью — 26 023 доллара. При этом мужчины имели средний доход в 25 750 долларов США в год против 20 417 долларов среднегодового дохода у женщин. Доход на душу населения в городе составил 10 802 доллара в год. 24,3 % от всего числа семей в округе и 32,3 % от всей численности населения находилось на момент переписи населения за чертой бедности, при этом 47,5 % из них были моложе 18 лет и 22,6 % — в возрасте 65 лет и старше.